# Bahía de South Taranaki
La bahía de South Taranaki es una gran bahía en la costa occidental de Nueva Zelanda, al sur de Taranaki, al oeste de Manawatu, al norte y al oeste de la entrada occidental del estrecho de Cook y al norte de la Isla del Sur. El nombre se utiliza a veces para una bahía mucho más pequeña en el sur de Taranaki, entre la desembocadura del arroyo Kaupokonui directamente al sur del monte Taranaki y la desembocadura del río Pātea.

## Historia
Hace aproximadamente 18.000 años, durante el Último Máximo Glacial, cuando el nivel del mar era más de 100 metros más bajo que el actual, la bahía de South Taranaki era una llanura costera que conectaba las Islas del Norte y del Sur, con ríos que desaguaban en el estrecho de Cook (entonces un puerto) al sureste. El nivel del mar comenzó a subir hace 7.000 años, separando las islas y conectando el estrecho de Cook con el mar de Tasmania.
La bahía fue en su día una zona de cría para las ballenas francas australes en invierno y primavera, y los primeros europeos de Nueva Zelanda la llamaban Mothering Bay (Bahía de las Madres) por el gran número de parejas de henbras con crías.[cita requerida] Sin embargo, el número de ballenas francas se redujo en gran medida por la caza de ballenas y en la actualidad solo un puñado de hembras la visitan con regularidad. En 2007 se descubrieron ballenas azules pigmeas frente al cabo Egmont y en 2014 se confirmó que la bahía de South Taranaki es la única zona conocida de alimentación y búsqueda de alimento para las ballenas azules en Nueva Zelanda, que alberga una población única. Las ballenas azules también frecuentan una zona frente a Kahurangi Point, en el cercano norte de la Isla Sur.